# Kadolec (Slavonice)
Kadolec (německy Kadolz) je vesnice, část města Slavonice v okrese Jindřichův Hradec v Jihočeském kraji. Leží 3,2 kilometru západně od Slavonic při silnici, vedoucí ze Slavonic do Starého Města pod Landštejnem. Kadolec je také název katastrálního území a rozkládá se na moravské straně historické česko-moravské hranici. Na návsi je malý rybníček a kaplička. Kadolecké děti chodí do školy do Slavonic.

## Název
Původní jméno vesnice bylo německé Kadolds ("Kadoldova", "Kadoldovo" a podobně) odvozené od osobního jména Kadold. Do češtiny bylo jméno převedeno jako Kadolec, které se stalo i základem novějšího německého Kadoletz.

## Historie
První písemná zmínka o vesnici pochází z roku 1466.
Pravděpodobně první zmínka je v historických pramenech z roku 1179, kdy je zmíněna v dokumentu, který pojednává o území, které císař Fridrich I. Barbarossa přidělil k državě hradu Raabs.[zdroj?]

## Obyvatelstvo
| Rok            | 1869 | 1880 | 1890 | 1900 | 1910 | 1921 | 1930 | 1950 | 1961 | 1970 | 1980 | 1991 | 2001 | 2011 | 2021 |
| -------------- | ---- | ---- | ---- | ---- | ---- | ---- | ---- | ---- | ---- | ---- | ---- | ---- | ---- | ---- | ---- |
| Počet obyvatel | 65   | 61   | 62   | 64   | 54   | 43   | 47   | 34   | 0    | 29   | 16   | 14   | 14   | 13   | 2    |
| Počet domů     | 11   | 12   | 12   | 12   | 12   | 12   | 12   | 10   | 0    | 9    | 5    | 7    | 8    | 8    | 7    |

## Zajímavosti
V lesním úseku silnice č. 152 vedoucí do Starého města se nachází historický hraniční kámen mezi Moravou a Čechami. Necelý 1,5 km jihozápadně od osady, se, na jihozápadní hranici sousedního katastrálního území Maříž, nachází také trojmezní hraniční kámen Čechy-Morava-Rakousko.

## Fotogalerie

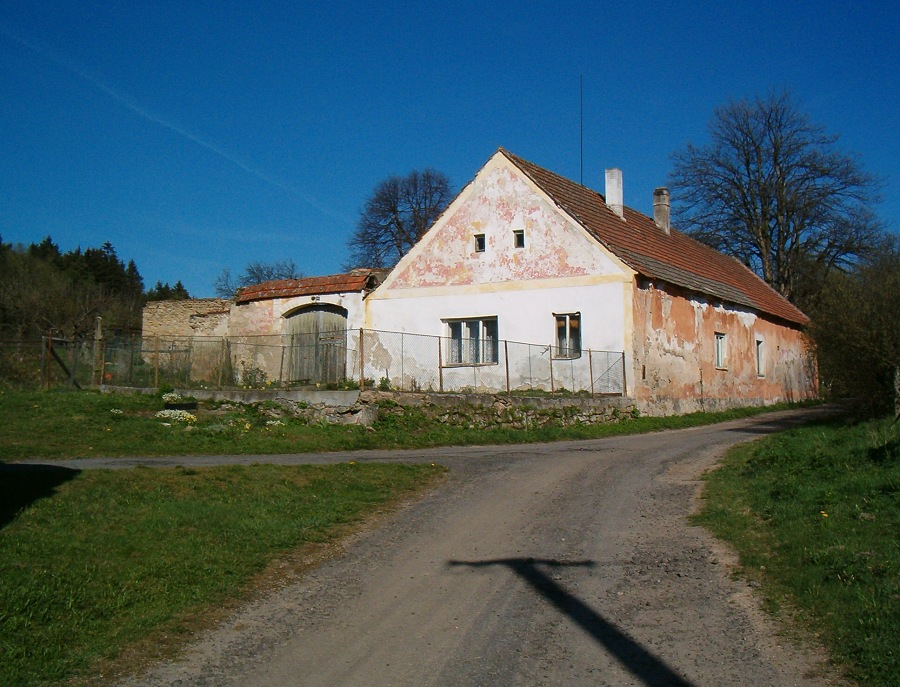
čp. 578
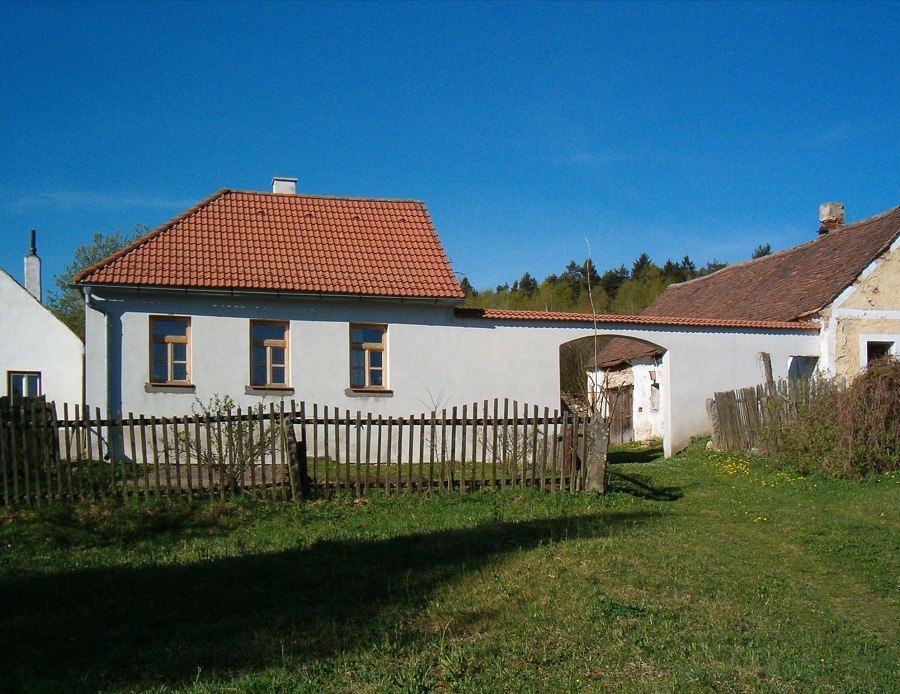
čp. 579
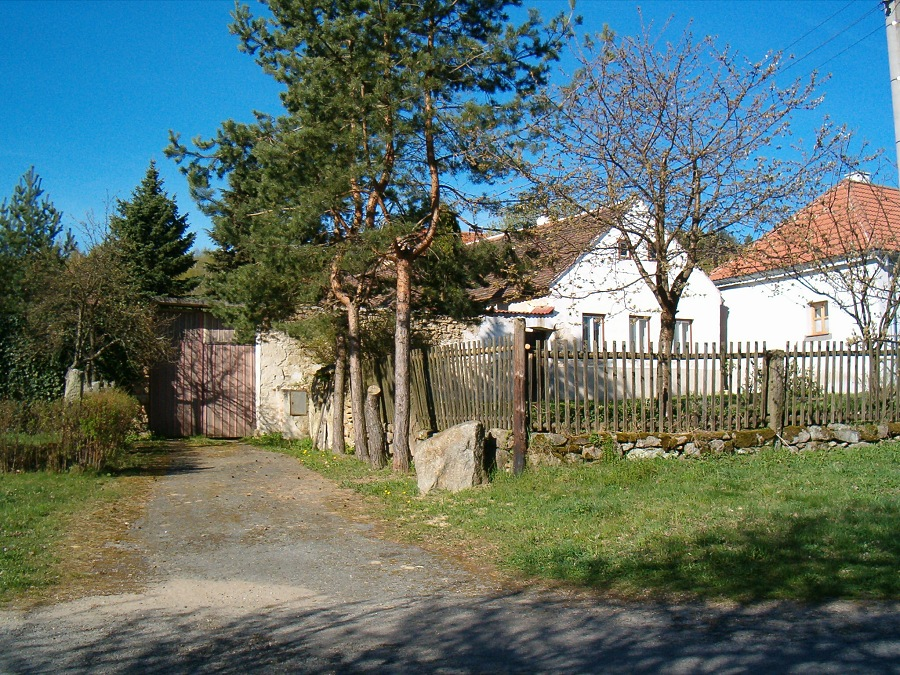
čp. 580
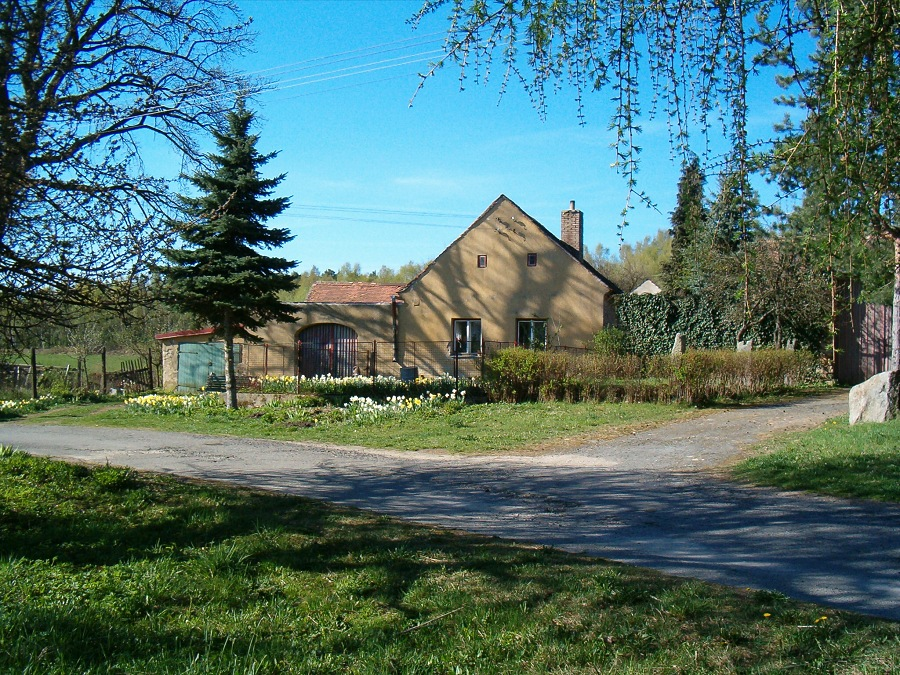
čp. 581
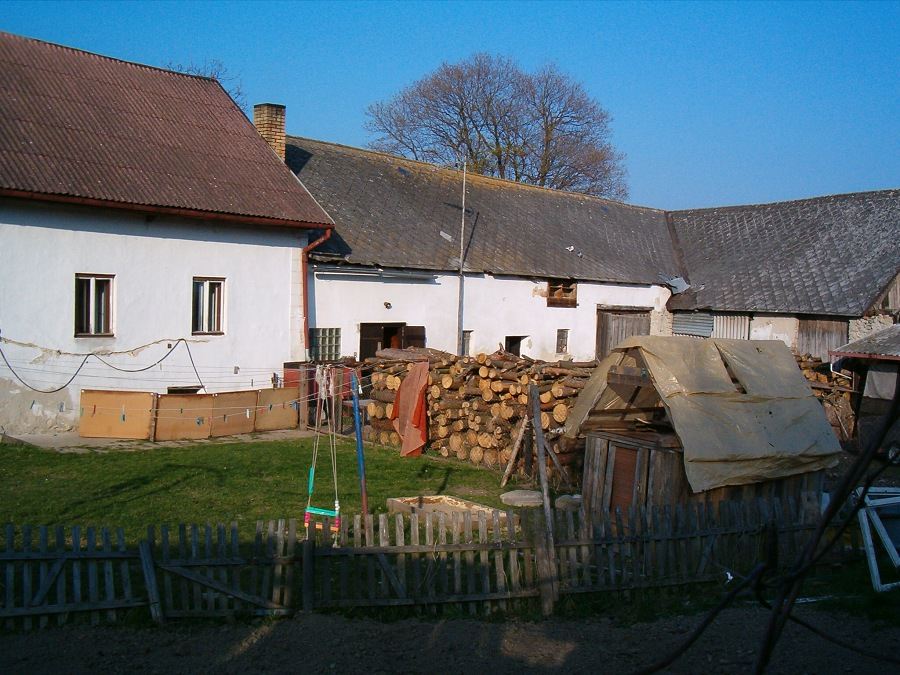
čp. 582
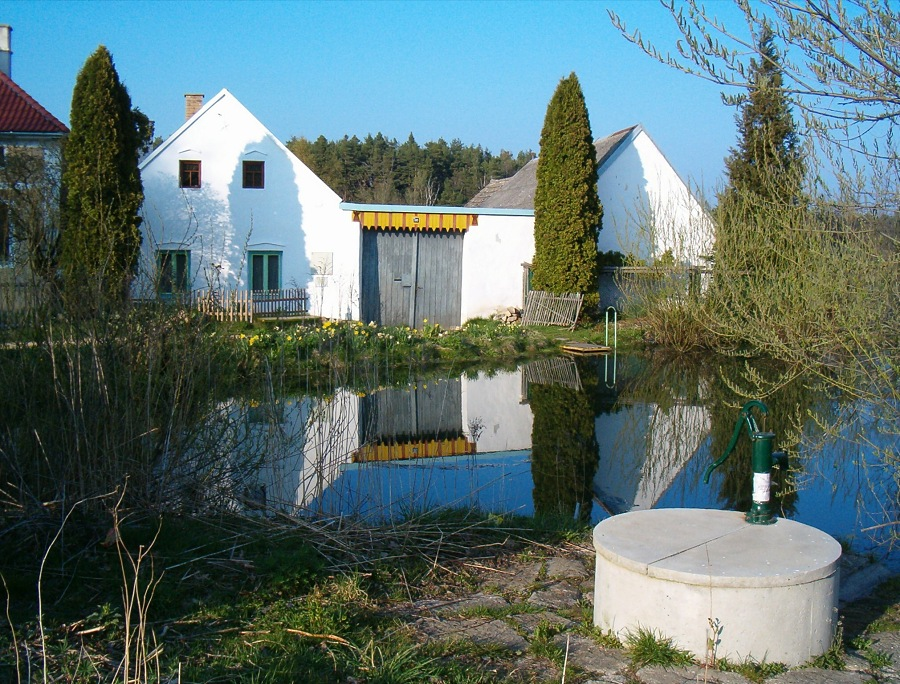
čp. 583
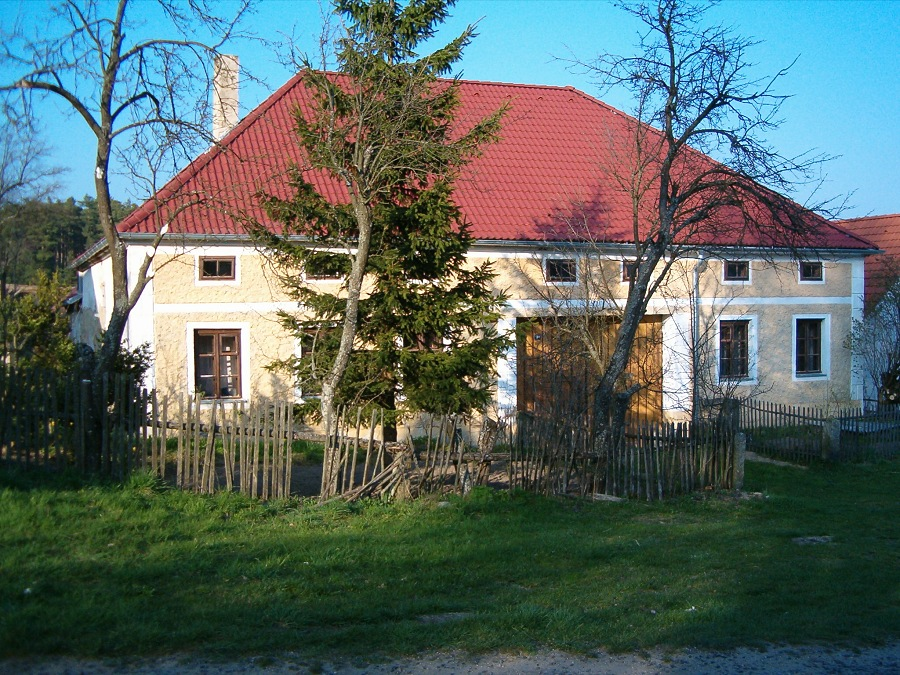
čp. 584
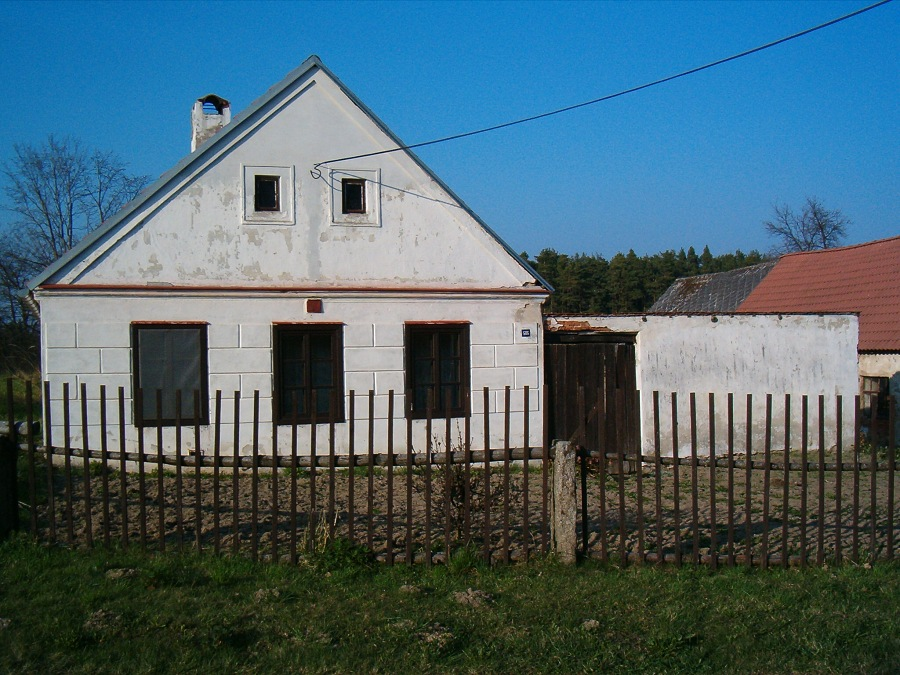
čp. 585
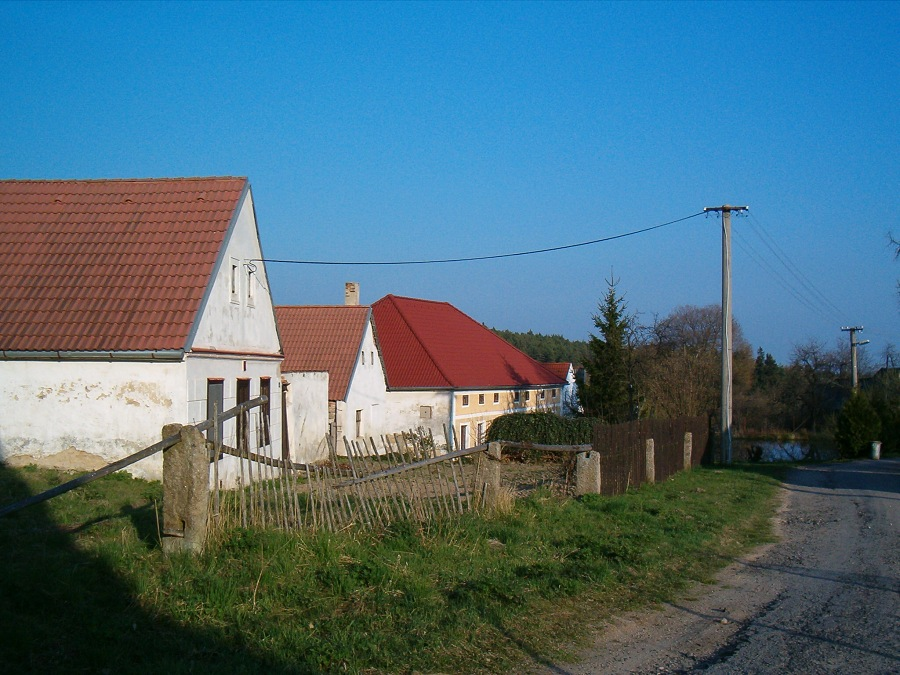
Náves
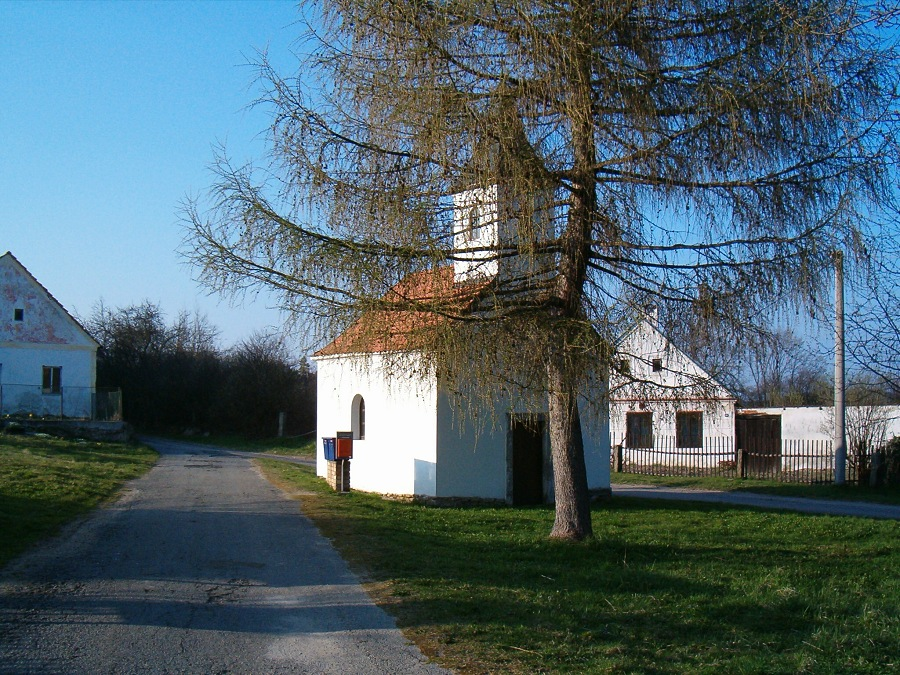
Kaplička